# شوشنات هعمقيم
شوشنات هعمقيم مستوطنة إسرائيلية أقيمت على أراضي قضاء طولكرم عام 1951.

## الموقع
تقع مستوطنة شوشنات هعمقيم على ساحل البحر الأبيض المتوسط.

## السكان
بلغ عدد سكان مستوطنة شوشنات هعمقيم 496 نسمة عام 2018.